# Notatesseraeraptor frickensis
Notatesseraeraptor frickensis es la única especie conocida del género extinto Notatesseraeraptor de dinosaurio terópodo neoterópodo, que vivió a finales del período Triásico, hace aproximadamente 209 millones de años durante el Noriense, en lo que es hoy Europa. Se trata de un miembro temprano de los Neotheropoda con afinidades evolutivas con Dilophosaurus y los Averostra. La única especie nombrada, Notatesseraeraptor frickensis fue nombrada por Marion Zahner y colaboradores en 2019.
Desde 1961, en el pozo de arcilla de Gruhalde, Suiza, explotado por Tonwerke Keller, se han encontrado numerosos fósiles de Plateosaurus. En una capa algo más alta, en la primavera de 2006, el paleontólogo aficionado Michael Fisher descubrió el esqueleto postcraneal de un pequeño terópodo. En 2009, el cráneo fue asegurado. Los fósiles fueron desenterrados y preparados por Ben Pabst y su equipo. Inicialmente, el esqueleto fue referido provisionalmente a Coelophysidae. En 2008, partes del esqueleto postcraneal fueron descritas en una tesis de maestría por Jasmina Christine Hugi. Lui Unterassner describió la cintura escapular y el contenido del estómago en su tesis de 2009, mientras que Marion Zahner dedicó una tesis al cráneo en 2014.
En 2019, la especie tipo Notatesseraeraptor frickensis gen. et sp. nov. fue nombrado y descrito por Marion Zahner y Winand Brinkmann. El nombre genérico combina la palabra latina nota, "rasgo", teselas , "mosaicos" y raptor, "depredador". Se refiere a que es una especie carnívora que muestra una mezcla de rasgos de Dilophosauridae y Coelophysoidea. El nombre específico se refiere a una procedencia del municipio de Frick en Aargau. Representa el primer terópodo mesozoico nombrado de Suiza.